# Bluždajuščie ogni
Bluždajuščie ogni (Блуждающие огни) è un film del 1917 diretto da Pёtr Čardynin.